# Полк (округ, Небраска)
Шаблон:StateAbbr_ 41°11′ пн. ш. 97°34′ зх. д. / 41.19° пн. ш. 97.57° зх. д.
Округ Полк (англ. Polk County) — округ (графство) у штаті Небраска, США. Ідентифікатор округу 31143.

## Історія
Округ утворений 1856 року.

## Демографія
За даними перепису 
2000 року 
загальне населення округу становило 5639 осіб, усе сільське.
Серед мешканців округу чоловіків було 2827, а жінок — 2812. В окрузі було 2259 домогосподарств, 1569 родин, які мешкали в 2717 будинках.
Середній розмір родини становив 2,97.
Віковий розподіл населення поданий у таблиці:
| Стать    | До 15 років | 15-21 | 22-29 | 30-39 | 40-49 | 50-65 | 65-85 | Понад 85 |
| -------- | ----------- | ----- | ----- | ----- | ----- | ----- | ----- | -------- |
| Чоловіки | 594         | 278   | 208   | 335   | 449   | 457   | 429   | 77       |
| Жінки    | 522         | 226   | 199   | 319   | 417   | 428   | 546   | 155      |

## Суміжні округи
- Платт — північ
- Батлер — схід
- Сюорд — південний схід
- Йорк — південь
- Гамільтон — південний захід
- Меррік — захід

## Виноски
1. ↑  US Decennial Census. US Census Bureau. Процитовано 11 грудня 2014.
2. ↑  Historical Census Browser. University of Virginia Library. Архів оригіналу за 11 серпня 2012. Процитовано 11 грудня 2014.
3. ↑  Population of Counties by Decennial Census: 1900 to 1990. US Census Bureau. Процитовано 11 грудня 2014.
4. ↑  Census 2000 PHC-T-4. Ranking Tables for Counties: 1990 and 2000 (PDF). US Census Bureau. Процитовано 11 грудня 2014.
5. ↑  State & County QuickFacts. US Census Bureau. Архів оригіналу за 7 червня 2011. Процитовано 21 вересня 2013.(англ.) Наведено за англійською вікіпедією.
6. ↑  American FactFinder. Бюро перепису населення США. Архів оригіналу за 26 лютого 2012. Процитовано 31 січня 2008.

| США | Це незавершена стаття з географії США. Ви можете допомогти проєкту, виправивши або дописавши її. |